# Carlos Bratke
Carlos Bratke (São Paulo, 20 de outubro de 1942 - São Paulo, 9 de janeiro de 2017) foi um arquiteto brasileiro. Filho do arquiteto Oswaldo Bratke.

## Formação
Bratke formou-se pela Faculdade de Arquitetura da Universidade Mackenzie, no ano de 1967, tendo posteriormente feito pós-graduação (1969) em Planejamento e Evolução Urbana, pela Faculdade de Arquitetura e Urbanismo da Universidade de São Paulo.

## Cargos
- Professor-Adjunto de Representação Gráfica.
- Professor-Adjunto da Cadeira de Projeto na Faculdade de Arquitetura e Urbanismo da Universidade Mackenzie (FAUMACK).
- Professor da Cadeira de Projeto da Faculdade de Arquitetura e Belas Artes.
- Vice Presidente do Instituto de Arquitetos do Brasil nos biênios 88/89 e 90/9l  (IAB).
- Presidente do IAB para o biênio 1992/1993.[2]
- Diretor do Museu da Casa Brasileira - Arquitetura e Design. 1992/1995
- Conselheiro da Fundação Bienal de São Paulo.
- Presidente da Fundação Bienal de São Paulo 1999/2002.[2]
- Projetos no Brasil, Estados Unidos, Uruguai, Israel e México.

## Prêmios
Recebeu, ao longo da carreira, diversas premiações.
Premiações
- 1979 Prêmio Assembleia Legislativa de São Paulo - 43º Salão Paulista de Belas Artes
- 1981 Prêmio Assembleia Legislativa de São Paulo - 45º Salão Paulista de Belas Artes
- 1983 Prêmio Medalha de Ouro -  46º  Salão Paulista de Belas Artes
- 1985 Prêmio Rino Levi na Premiação Anual do IAB /SP
- 1987 Prêmio Cubo de Plata na  2a Bienal Internacional de  Arquitetura de Buenos Aires
- 1989 Expôs individualmente sua obra em Washington
- 1994 Prêmio Categoria Residencial Unifamiliar - Premiação Anual IAB/SP
- 1994 Prêmio Belgo-Mineira Arquitetura
- 1994 Prêmio ABCEM para estruturas metálicas
- 1997 Prêmio Conjunto de Obras - Premiação XV Congresso Brasileiro de Arquitetos - Curitiba
- 1997 Grande Prêmio III Bienal Internacional de São Paulo
- 1999 Prêmio “Vitrúvio 99” de Arquitectura Latinoamericana do Museu Nacional de Buenos Aires
- 2006 Prêmio AsBÉA  – Edifícios Institucionais
- 2007 Premio pelo Conjunto de Edifícios Corporativos- XI Bienal Internacional de Arquitetura de Buenos Aires

## Projetos
Carlos Bratke realizou dezenas de projetos arquitetônicos de destaque não apenas no Brasil, mas em Israel, Estados Unidos, México e Uruguai.

### Principais projetos
- Centro de Capacitação e Pesquisa do Meio Ambiente (Cepema) - Cubatão - SP - 2004 a 2006[3][4]
- Centro Empresarial e Cultural João Domingues de Araújo - São Paulo (cidade) 2002 a 2005[5]
- Av. Eng. Luís Carlos Berrini situada na Zona Sul de São Paulo com aproximadamente 60 projetos construídos de 1978 a  2001[6][7]
- Escola – Fundação para Desenvolvimento de Educação – FDE – Ferraz de Vasconcelos – SP  - 1994
- Escola – Fundação para Desenvolvimento de Educação – FDE – Lauzane Paulista – SP - 1994
- Escola – Fundação para Desenvolvimento de Educação – FDE – Ribeirão Pires – SP - 1994
- Casa do Arquiteto - Morumbi - SP-1994
- Cemitério Edificado – Santo André – SP - 1993
- Pré Escola Orbe – Marília – SP – 1981
- COHAB Jardim Piratininga – Osasco – SP – 1980
- COHAB Gleba do Pêssego – Itaquera – SP  – 1980
- Indústria Tecnoverest - São Bernardo do Campo -  SP - 1979
- Edifício de Escritórios Concorde - São Paulo - 1978
- Cemitério Jardim da Colina – São Bernardo do Campo – SP - 1978
- Escola Conesp – Mogi das Cruzes – SP - 1976
- Escola Renovadora Aquarius 1º grau – Cotia – SP - 1973
- Igreja São Pedro e São Paulo - Cidade Jardim - SP.- 1968